# Hīnayāna

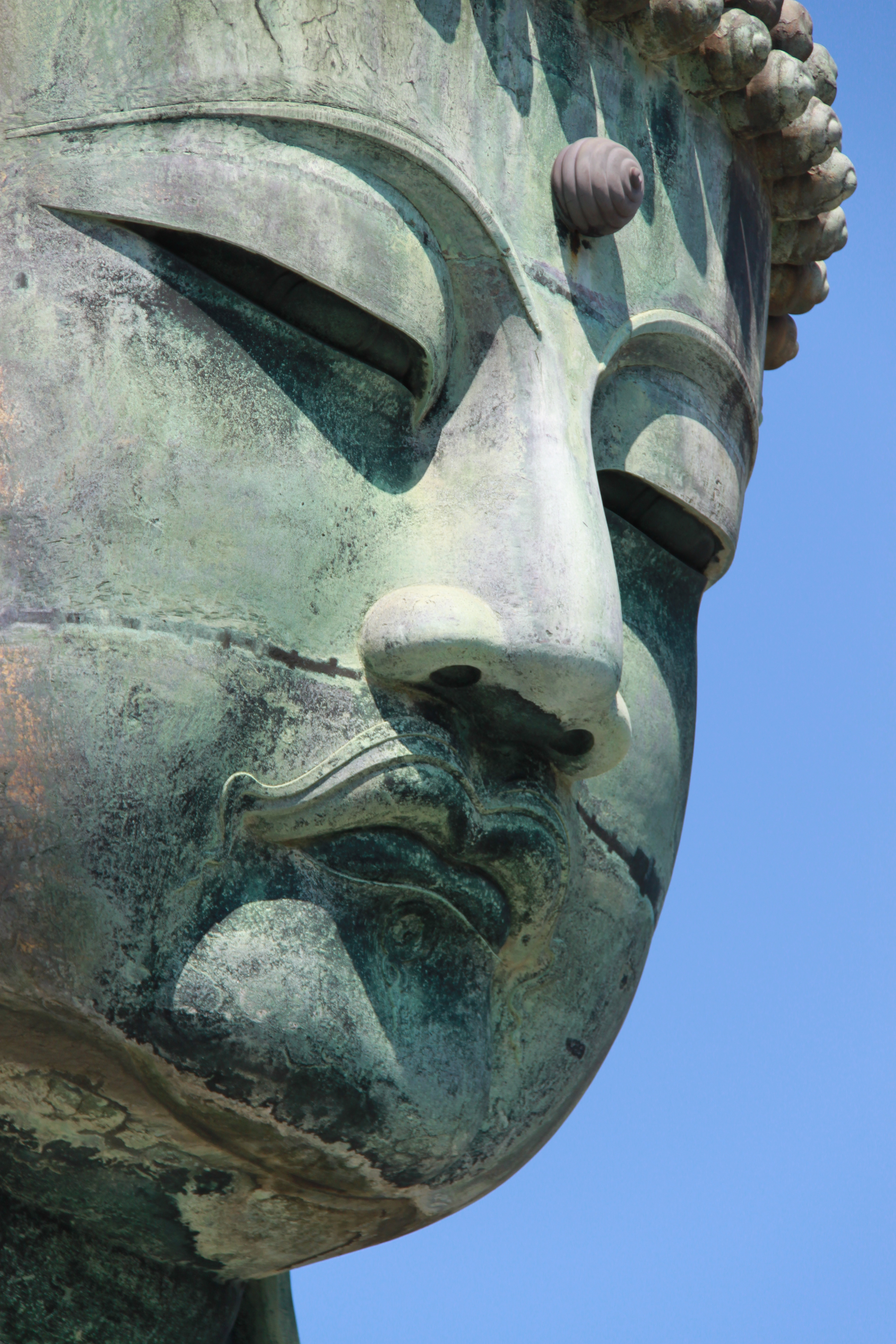
Viso del Buddha in meditazione

Il termine sanscrito Hīnayāna (हीनयान, anche pāli,), (cinese 小乘 xiǎoshèng, giapponese shō jō, coreano 소승 so seung o so sŭng, vietnamita tiểu thừa, tibetano theg pa chung pa) significa "Piccolo veicolo" o "Veicolo stretto".

## Origini
Hīnayāna fu un termine proprio del Buddismo Mahāyāna per indicare quei buddisti, insieme alle loro dottrine e scritture, che non riconoscevano come canonici gli insegnamenti contenuti nei Prajñāpāramitā Sūtra e nel Sutra del Loto. Queste scritture, meglio conosciute come "Sutra Mahāyāna", sono oggi accolte nei Canoni buddisti cinese e tibetano ma non nel Canone pāli, quest'ultimo canone di riferimento della scuola buddista theravāda.

### Suddivisione
Secondo il buddismo indo-cinese, la scuola Hīnayāna indica due veicoli:

#### Sravacayāna
Śrāvakayāna, Sanscrito; Sāvakayāna, Pali; Nyan-thos-kyi theg-pa, Tibetano; Shengwensheng, Cinese; Shōmonjō, Giapponese. Disciplina che prevede l'adozione degli otto livelli di liberazione individuale o Pratimokșa, generando la motivazione per il mantenimento puro e intatto lo sforzo. L'enfasi è sulla vacuità dei cinque aggregati, mantenendo tuttavia la visione di una esistenza reale dei fenomeni sul piano sottile. I mezzi abili per la meditazione è la śamatha, la calma mentale, e la visione profonda o vipaśyanā. Durante la meditazione l'oggetto sono l'analisi delle Quattro nobili verità nei loro sedici aspetti. Il Frutto della disciplina è il conseguimento del dimorare nei quattro stadi di Liberazione degli ārya: 
- "Entrato nella corrente",
- "Colui che rimane una volta sola",
- "Senza ritorno" e
- lo stato finale di arhat.

#### Pratiekabuddhayāna

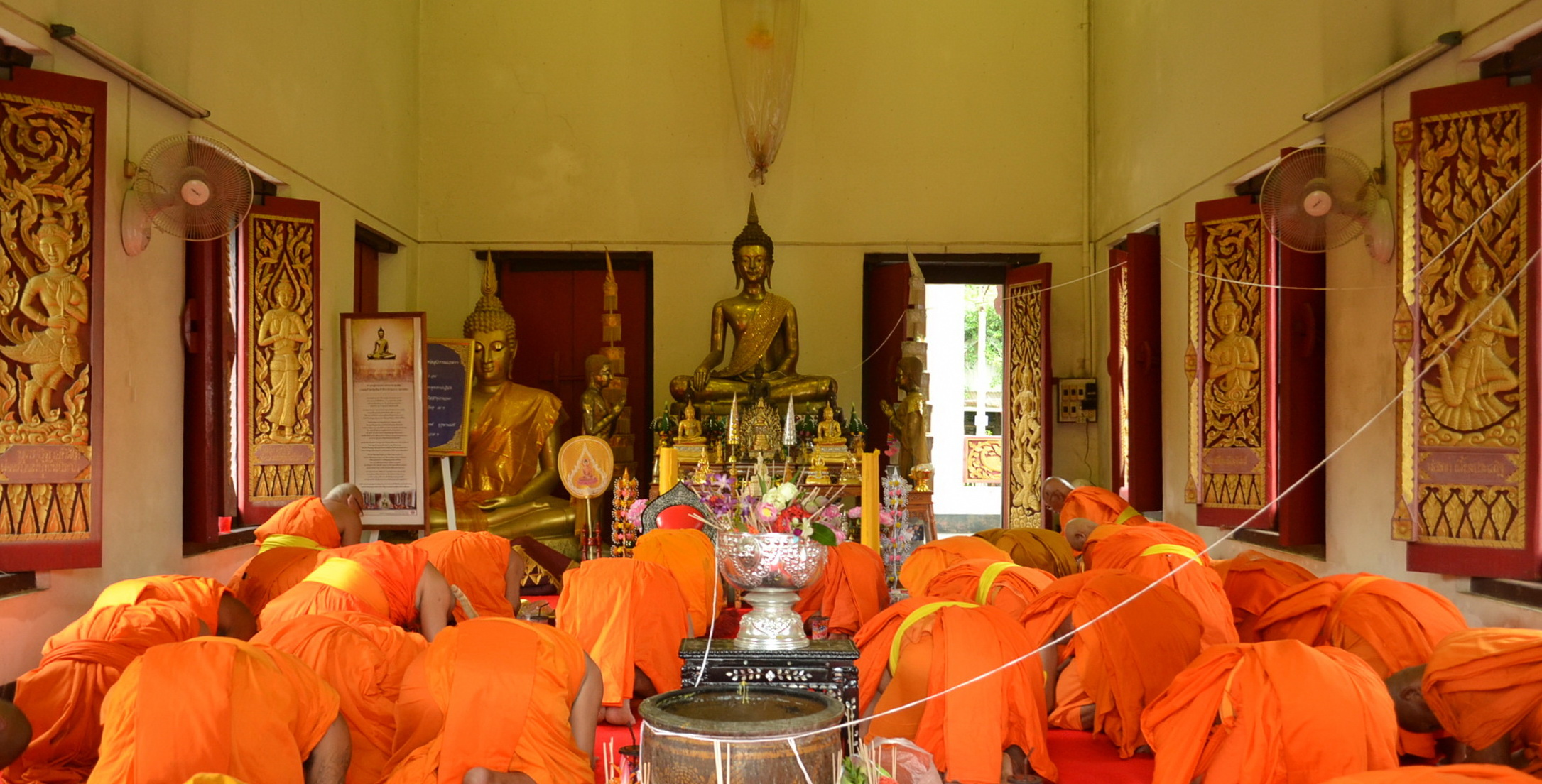
Monaci in preghiera

Basata sulla tradizione Sarvàstivàdin la disciplina è simile a quella dello Śrāvakayāna, i voti sono gli stessi. La pratica consiste l'assenza di un sé individuale oltre alla concezione dell'assenza di un'esistenza intrinseca degli oggetti colti dalla mente. La meditazione è identica alla tradizione Śrāvakayāna ma non è legata alle istruzioni di un maestro. Il Frutto è lo stato di "Buddha da sé":
- "Simile al rinoceronte unicorno", capacità sviluppate,
- "Simile al pappagallo", capacità medie,
- "Socievole", capacità meno sviluppate.

## Controversia
Il termine "Piccolo veicolo", contrapposto al "Grande veicolo" rappresentato dal Mahāyāna, era indirizzato nei confronti di quei buddisti che, non riconoscendo gli insegnamenti del Mahāyāna, erano divenuti gli evidenti bersagli della loro ingiuria. Questi ultimi arrivarono addirittura, in una loro importante opera, il Mahāyāna Mahāparinirvāṇa-sūtra, a invocare anche la pena di morte per chiunque diffamasse gli insegnamenti del Mahāyāna.

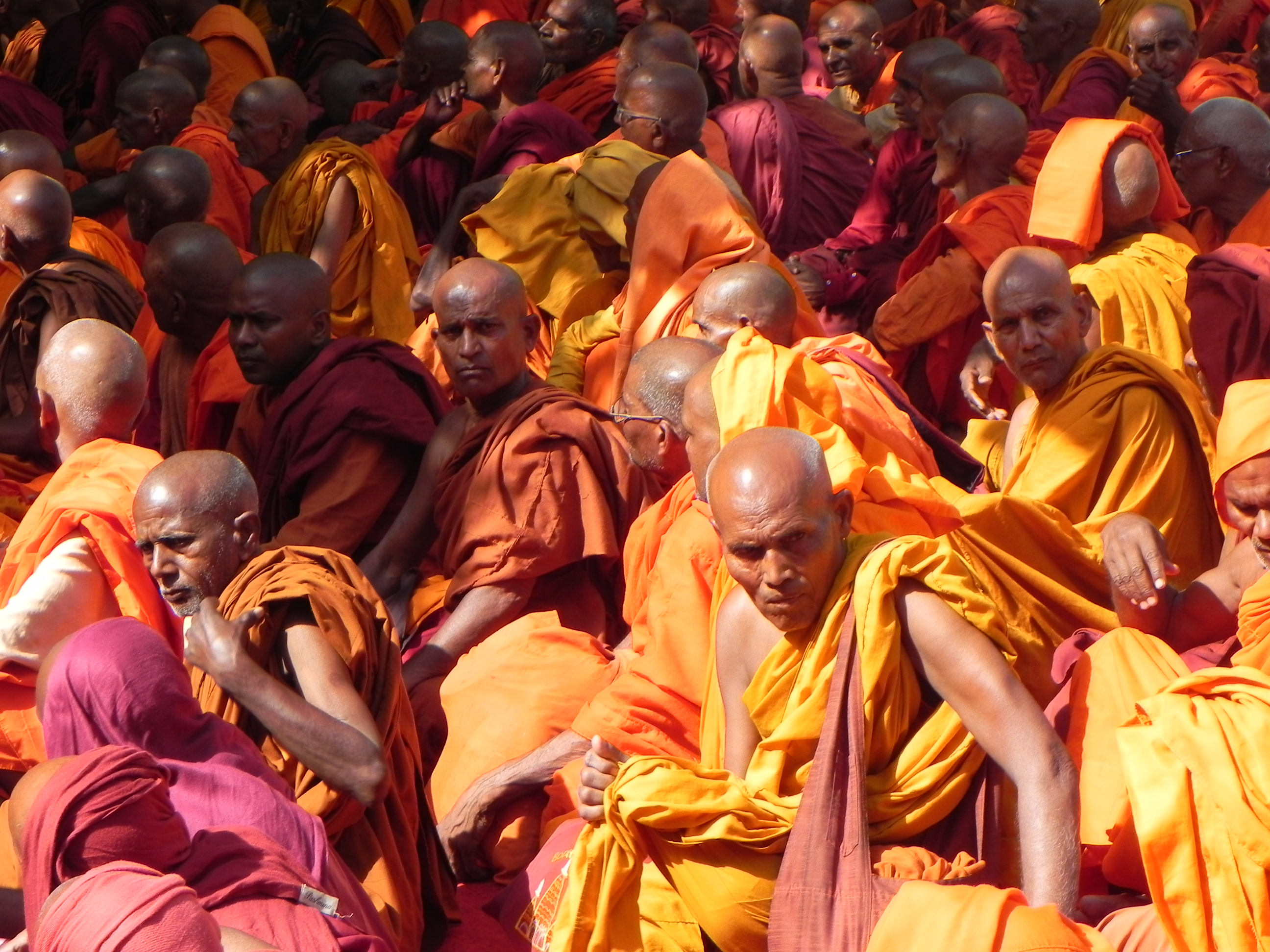
Monaci buddisti

Va notato, tuttavia, che in tutte le lingue proprie dei canoni mahāyāna in cui questo termine è stato tradotto esso è stato reso non come "veicolo inferiore", che pure è il significato etimologico del termine sia in sanscrito che in pāli, ma come "piccolo veicolo". Infatti il carattere cinese (e giapponese) 小 come quello coreano 소 e i termini tibetani theg chung e vietnamita tiểu non indicano il termine "inferiore" ma il termine "piccolo" o "ristretto".

## Il termineHināyānain ambito storiografico
Per lungo tempo il termine Hināyāna ha indicato, nella classificazione storiografica e perdendo qualsivoglia significato spregiativo, il Buddismo non-Mahāyāna. Successivamente tale termine è stato sostituito con altre indicazioni, come Buddismo dei Nikāya, in quanto il termine Buddismo Hināyāna risultava offensivo per alcuni buddisti theravāda.

### Dibattito

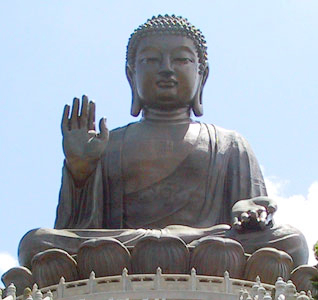
Buddha delle scuole originali, si differenzia dall'iconografia Mahayana per le due pieghe sotto il mento.

L'utilizzo in ambito storiografico del termine Hīnayāna è stato ed è fonte, tuttavia, di dibattito tra gli studiosi. Così Richard H. Robinson e Williard L. Johnson, in un testo rivisto dal monaco theravāda Thanissaro Bhikkhu, sostengono che: «I Theravāda non amano essere chiamati 'Hīnayāna' ma non c'è altro termine corrente per designare l'intero gruppo di scuole che sorsero tra il I e il IV secolo dopo il parinirvāṇa e che continuano dopo la nascita del Mahāyāna». 

#### Definizioni alternative
La definizione di Buddismo del nikāya, ad esempio, si può applicare correttamente alle scuole precedenti la nascita del Mahāyāna, ma non a quelle che seguirono, poiché il Mahāyāna formava un sottogruppo all'interno di ciascuno di loro». 
Così anche Philippe Cornu: «Non è tuttavia possibile eliminare questo termine "Hīnayāna", che ha una sua ragione d'essere storica e dottrinale, in nome di qualche ecumenismo: in effetti lo Hīnayāna è caratterizzato dal rifiuto di accettare i sutra Mahāyāna come autentica parola del Buddha e dalla confutazione della teoria dei tre corpi di un Buddha (sans. Trikaya): questo punto di vista è attualmente condiviso dal Theravāda, il che lo affilia allo Hīnayāna e lo mantiene nettamente distinto dal Mahāyāna. Ciò detto, il Theravāda si è sempre opposto, come il Mahāyāna alle teorie panrealiste dei Sarvāstivāda, tipiche invece dello Hīnayāna antico, e ha assorbito dal Mahāyāna la teoria del trasferimento dei meriti, estranea all'Hīnayāna originario».
Occorre poi precisare che l'attuale scuola Theravāda non può essere considerata a pieno titolo una scuola del Buddismo dei Nikāya, o Hīnayāna, avendo essa stessa subìto, nel corso dei secoli, degli sviluppi dottrinali che l'hanno portata ad accogliere alcuni insegnamenti Mahāyāna anche se ha sempre rifiutato la canonicità delle relative scritture.

## Albero delle scuole originali

### Le prime scuole
Questo è l'elenco delle scuole che furono denominate Hīnayāna:
- Sthaviravāda
  - Pudgalavāda - 280 a.C.
  - Sarvāstivāda
    - Vibhajyavāda - prima del 240 a.C.; durante Aśoka
      - Theravāda - 240 a.C.
        - Theravāda subschools

      - Mahīśāsaka - dopo il 232 a.C.
        - Dharmaguptaka - dopo il 232 a.C.

      - Kāśyapīya - dopo il 232 a.C.
      - Vatsīputrīya sotto Aśoka - denominata successivamente Saṃmitīya
        - Dharmottarīya
        - Bhadrayānīya
        - Sannāgarika

    - Mūlasarvāstivāda - terzo a quarto secolo
    - Sautrāntika - tra il 50 a.C. e il 100 a.C.
- Mahāsāṃghika - 380 a.C.
  - Ekavyahārikas - sotto Aśoka
    - Lokottaravāda

  - Golulika - sotto Aśoka
    - Bahuśrutīya - fine del III secolo aC
    - Prajñaptivāda - fine del III secolo aC
      - Cetiyavāda

  - Caitika - metà del I sec. a.C.
    - Apara Śaila
    - Uttara Śaila

#### Le Venti sette
Elenco delle Venti sette denominate Hīnayāna, così come è riportato da alcune fonti bibliografiche Mahāyāna:
Sthaviravāda suddiviso a sua volta in undici sette
- Sarvāstivādin
- Haimavata
- Vatsīputrīya
- Dharmottara
- Bhadrayānīya
- Sammitiya
- Channagirika
- Mahīśāsaka
- Dharmaguptaka
- Kāśyapīya
- Sautrāntika

```
 
Sthaviravāda
─┬─    
Haimavata
──────────────────────────────
              └─ 
Sarvāstivādin
─┬───────────────────────────────
                               ├ 
Vatsīputrīya
 ─┬──────────────────
                               │               ├ 
Dharmottara
───────
                               │               ├ 
Bhadrayānīya
──
                               │               ├ 
Sammitiya
────────
                               │               └ 
Channagirika
─────
                               ├ 
Mahīśāsaka
─┬────────────────────
                               │            └ 
Dharmaguptaka
──────
                               ├ 
Kāśyapīya
────────────────────────
                               └ 
Sautrāntika
──────────────────────
```

Mahāsāṃghika suddiviso in nove sette:
- Ekavyahārika
- Lokottaravādin
- Kaukkutika
- Bahuśrutīya
- Prajñaptivāda
- Caitika
- Aparaśaila
- Uttaraśaila.

```
Mahasanghika
─┬──────────────────────┬───────────────────────────
             ├ 
Ekavyahārika
         ├ 
Caitika

             ├ 
Lokottaravādin
       ├ 
Aparaśaila

             ├ 
Kaukkutika
           └ 
Uttaraśaila

             ├ 
Bahuśrutīya

             └ 
Prajñaptivāda
```

### Influenze sulle scuole dell'Asia orientale
Le scuole adottarono il vinaya di Dharmaguptaka:

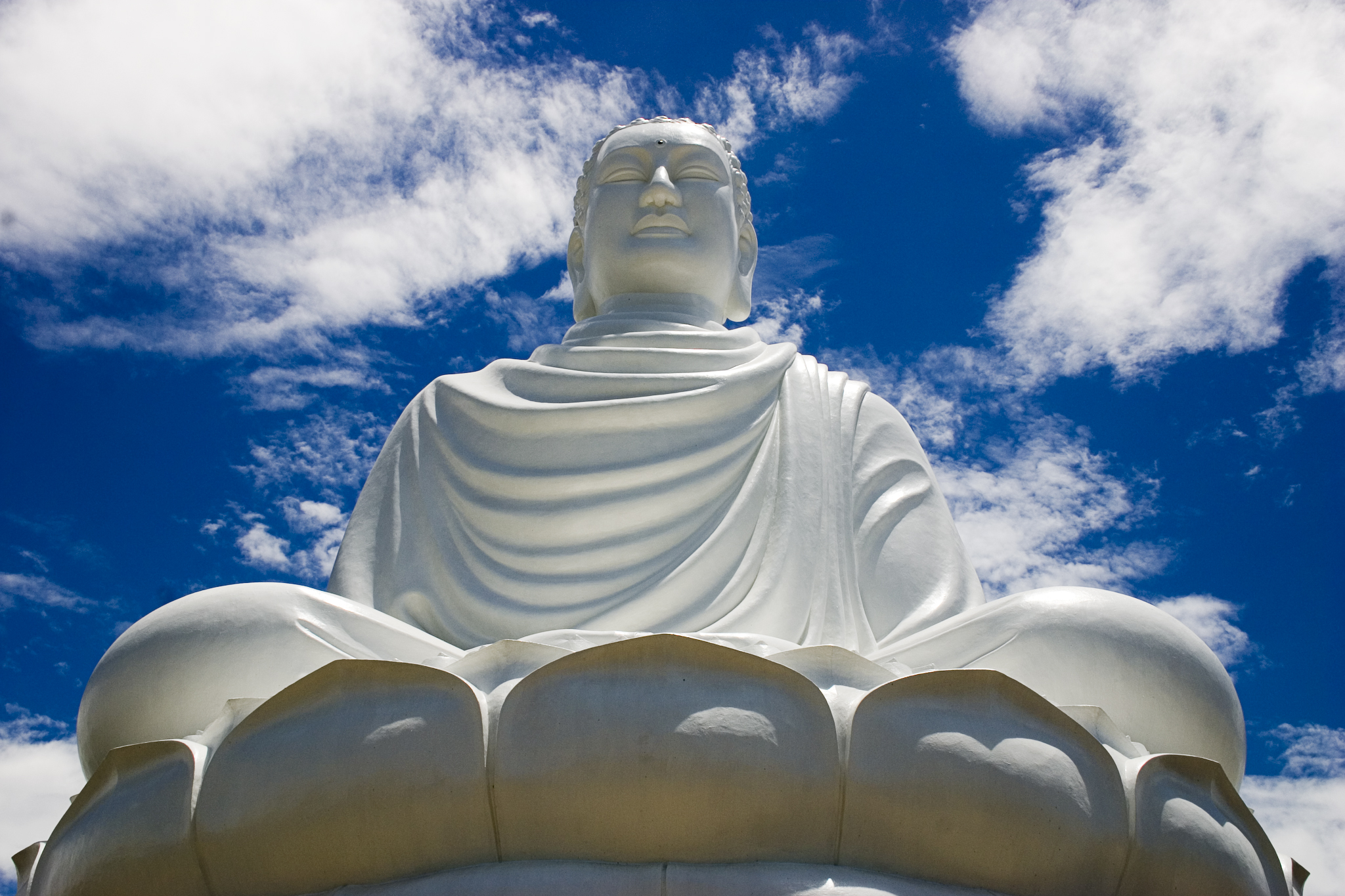
Statua del Buddha di Nha Trang

- Buddismo cinese, in particolare la Scuola Vinaya
- Buddismo coreano, soprattutto Gyeyul
- Buddismo Vietnamita
- Giapponese Ritsu

Le seguenti scuole per influenza filosofica:
- La giapponese Jojitsu è considerata da alcuni un ramo del Sautrantika; altri ritengono che sia derivato da Bahuśrutīya
- La scuola cino/ giapponese Kusha è considerata un ramo di Sarvāstivāda, influenzato da Vasubandhu.